# Neoanchistus cardiodytes
Neoanchistus cardiodytes är en kräftdjursart som beskrevs av Bruce 1975. Neoanchistus cardiodytes ingår i släktet Neoanchistus och familjen Palaemonidae. Inga underarter finns listade i Catalogue of Life.